# Escut d'Israel
L'escut d'Israel, adoptat pel Consell d'Estat Provisional el 10 de febrer de 1949 (11 de xevat de 5709, segons el calendari hebreu), reprodueix una menorà o canelobre de set braços, voltada a banda i banda per una branca d'olivera i a sota per la inscripció amb el nom de l'Estat en hebreu: ישראל (Yisra'el). El fons de l'escut sempre és de color blau, mentre que els elements interiors poden ser blancs (tal com apareixen a la senyera presidencial) o bé de color daurat.
L'Estat d'Israel va adoptar el seu emblema oficial arran d'un concurs convocat expressament per a aquest objectiu el 1948. Es basa en el projecte guanyador, obra dels dissenyadors Gavriel i Maxim Shamir, amb elements provinents d'altres dissenys, com ara el d'Oteh Walisch i W. Struski i el d'Itamar David i Yerachmiel Schechter.

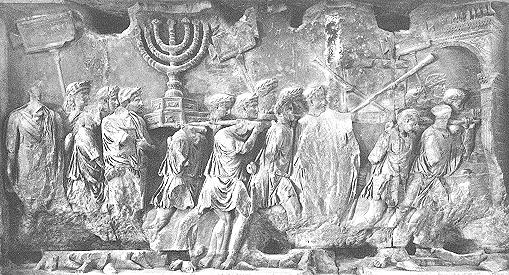
L'element central de l'escut israelià es basa en la menorà de l'Arc de Titus

La menorà és un símbol del judaisme des de fa 3.000 anys; ja es feia servir a l'antic Temple de Jerusalem. Les branques d'olivera, símbol de pau, recorden també la visió del profeta Zacaries de dues oliveres al voltant de la menorà, que auguraven la restauració d'Israel i la reconstrucció del Temple (Zacaries 4:1-14).